# نور أحمد
نور أحمد (مواليد 1928)، المعروف أيضًا باسم تين ماونغ، هو مشرع وناشط سياسي وعامل صحي (ممرض) روهينغي. وكان رئيس الحزب الوطني الديمقراطي لحقوق الإنسان. وانتخب عضوًا في برلمان ميانمار في عام 1990.

## النشأة
ولد أحمد في عام 1928 في قرية بحيرة نيو فون في بوثيدونغ. ودرس المرحلة الثانوية في مدرسة بوثيدونغ الثانوية. أنهى تدريبه المهني في دورة تدريب للممرضين في إنسين، رانغون بين 1954 و 1956. وانضم بعد ذلك إلى إدارة مكافحة الملاريا في الحكومة البورمية. كان مساعدًا صحيًا حتى عام 1968. كان نور أحمد عضوًا في قوة الروهينجيا المستقلة حتى عام 1978.

## الحياة السياسية
بصفته رئيسًا للمجلس الوطني لحقوق الإنسان، أعترض نور أحمد على الانتخابات العامة البورمية عام 1990 ، وفاز من دائرة بوثيدونغ - 2 بحصوله على 20,045 صوتًا من أصل 40,143 صوتًا. حصل الحزب الوطني الديمقراطي على أربعة مقاعد في البرلمان. وفي عام 1992، حظر المجلس العسكري البورمي الحزب الوطني لحقوق الإنسان.